# Georgskapelle (Bad Schwartau)

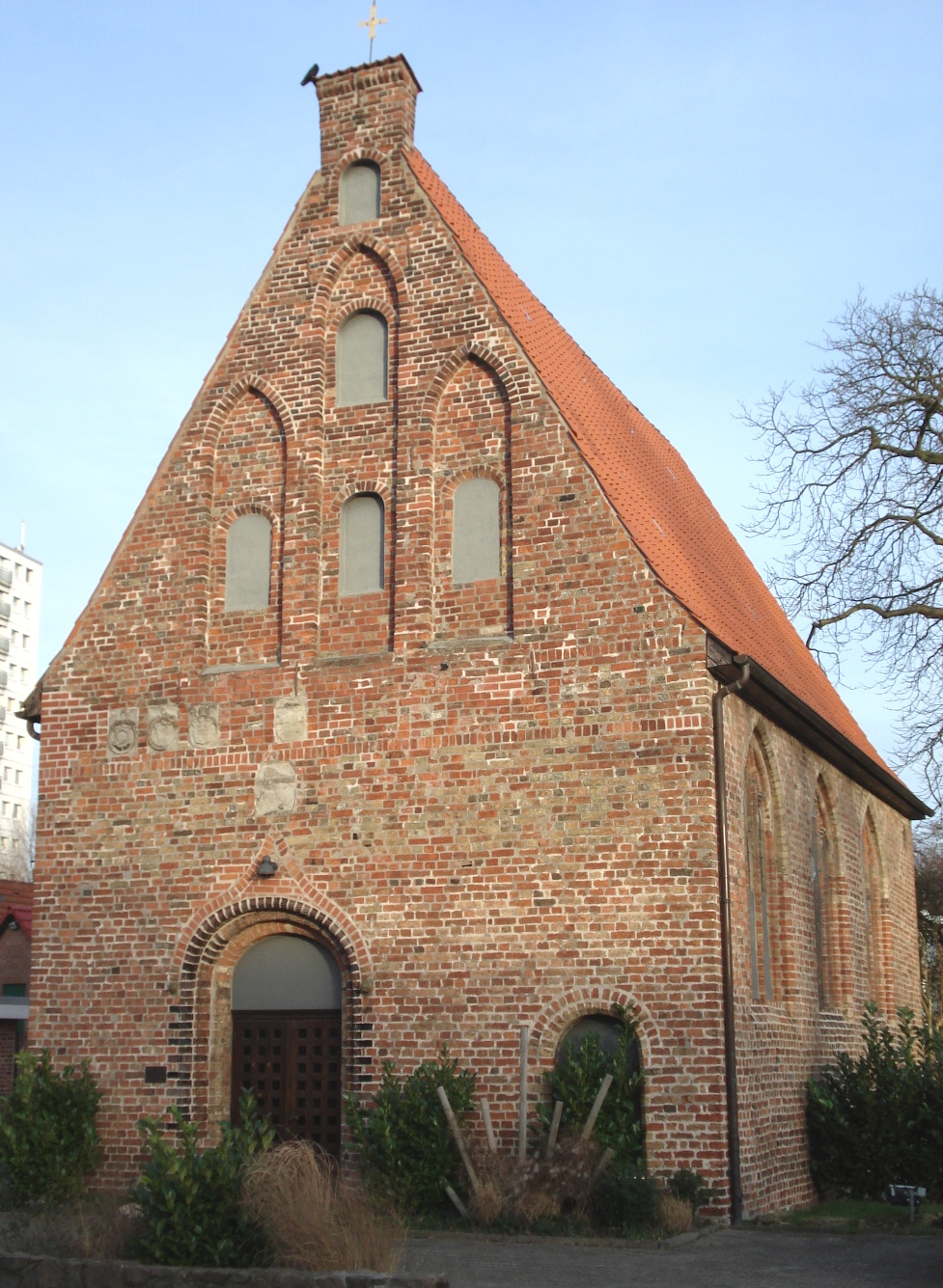
Die Georgskapelle in Bad Schwartau

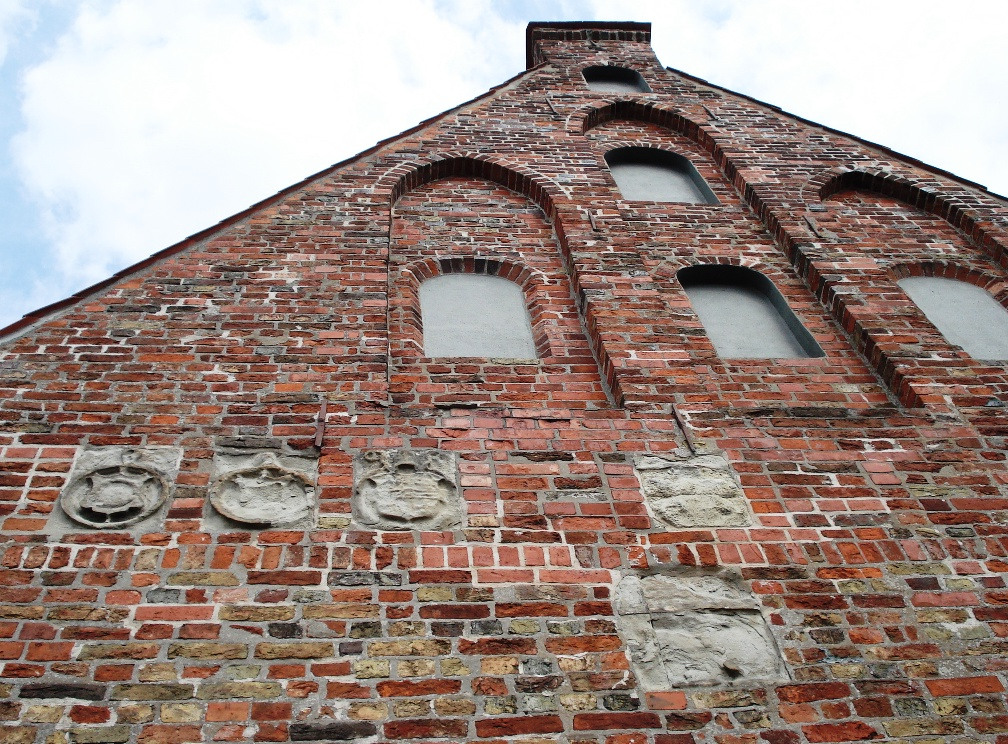
Der Giebel der Georgskapelle mit den Sandsteinelementen

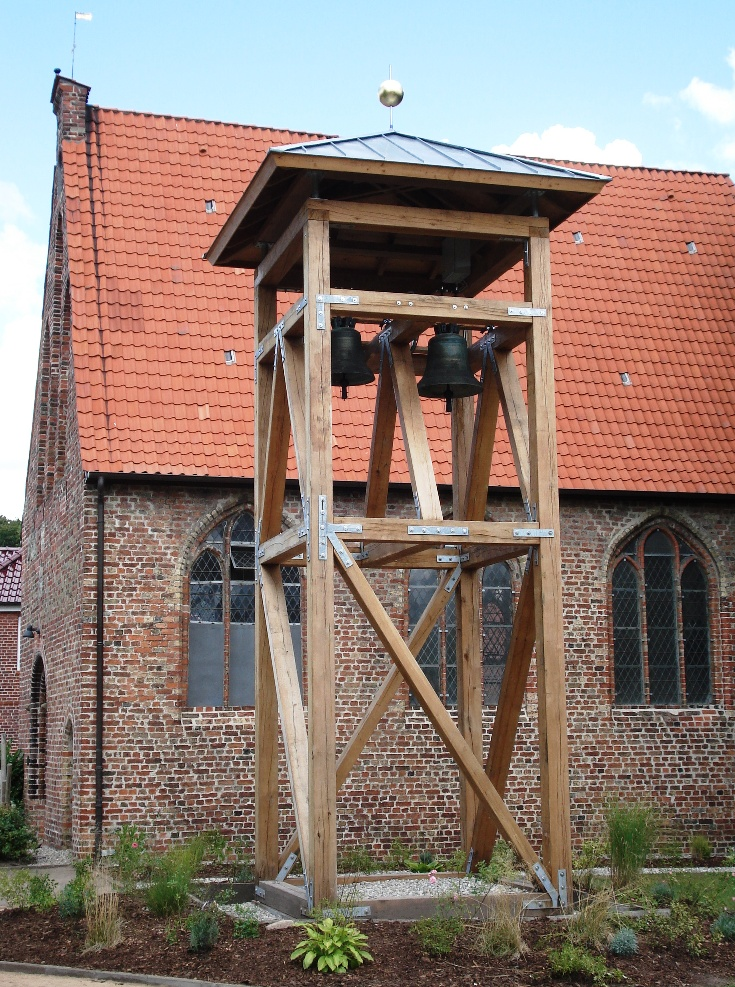
Der Campanile neben der Georgskapelle

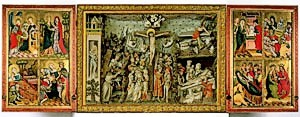
Schwartauer Altar/Zirkelbrüderaltar

Die Georgskapelle („Siechenkapelle St. Georg“) ist eine Kapelle in Bad Schwartau. Sie ist nach der St. Fabian-Kirche in Rensefeld das zweitälteste Gebäude der Stadt.
Die Kapelle ist ein schlichter Bau aus Backstein im Stil der Hochgotik mit drei Spitzbogenfenstern auf jeder Seite und einem (mit Dachziegeln gedeckten) Satteldach.
Auf der linken Seite des Giebels befinden sich einige in Sandstein geschlagene Wappen. Aufgrund der starken Verwitterung ist nur noch eines als das des Bischofs erkennbar.

## Geschichte
Die Kapelle geht auf ein 1258 vom Lübecker Bischof Johannes II. von Diest eingerichtetes Siechenhaus (Domus leprosum), das Schwartauer Siechenhaus für Leprakranke, zurück. Das Siechenhaus, dessen Bewohner zu einem klösterlichen Leben verpflichtet waren, erhielt 1289 eine Kapelle. Nach Abklingen der Lepra verfiel das Siechenhaus ab Mitte des 15. Jahrhunderts. Nach der Reformation wurde es in ein Altenheim und Armenhaus umgewandelt.
Auf den Fundamenten der Kapelle von 1289 wurde 1508 die heutige Kapelle errichtet.
Die Kapelle hat eine wechselvollen Geschichte, in der sie verschiedene Nutzungen erfahren hat und auch dem Verfall und Abriss nur knapp entging:
- 1806 (in der Franzosenzeit) diente sie zeitweise als Pferdestall
- 1813 wurde die Kapelle aufgrund ihres schlechten Zustandes geschlossen
- 1839 wurde die Kapelle renoviert und wieder für einen – vierteljährlichen – Gottesdienst genutzt
- 1844 wurde der Schwartauer Altar in das Amtshaus des Amtes Schwartau gebracht
- 1845 diente die Kapelle als Obdachlosenheim
- 1847 diente die Kapelle als Suppenküche
- 1857 ging sie (nach Aufhebung des Schwartauer Siechenhauses) in den Besitz der Gemeinde Schwartau über
- 1877 wurde die Kapelle an die Freie Irische Gemeinde verkauft und diente wieder als Gotteshaus
- 1888 kaufte die Gemeinde Schwartau die Kapelle zurück und renoviert diese
- 1901 kehrt der Schwartauer Altar in die Kapelle zurück
- 1926 ging der Schwartauer Altar als Leihgabe für zehn Jahre an das St.-Annen-Museum in Lübeck.
- 1937 ging die Kapelle an die Kirchengemeinde über
- Nach 1945 wurde die Kapelle umfassend renoviert und für Gottesdienste genutzt

Heute wird die Kapelle durch die Evangelisch-Lutherischen Kirchengemeinde Bad Schwartau für Gottesdienste
genutzt.
Am 24. Juni 2008 wurde neben der Georgskapelle ein hölzerner Campanile errichtet.

## Altar
Der erste heute noch bekannte Altar stand ursprünglich als Flügelretabel der Zirkelgesellschaft in deren Kapelle in der Lübecker Katharinenkirche und gelangte von dort Anfang des 17. Jahrhunderts in die Georgskapelle. In der Zeit von 1841 bis 1901 wurde er im Schwartauer Amtshaus aufbewahrt, weil die Kapelle instand gesetzt werden musste. 1901 bis 1926 stand er wieder in der Georgskapelle. Seit 1926 befindet sich dieser ursprüngliche Schwartauer Altar der Georgskapelle im St.-Annen-Museum in Lübeck.
Er wurde durch einen von Jakob von Santen geschaffenen Barockaltar mit dreiteiligem Knorpelaufsatz aus dem Jahr 1674, der aus der ehemaligen Lübecker Kirche St. Lorenz stammt, ersetzt. Die Malereien schuf Jürgen Kunckel 1677.